# Johann Gottlob Veiel
Johann Gottlob Veiel (* 29. November 1772 in Blaubeuren; † 16. Februar 1855 in Stuttgart) war ein württembergischer Oberamtmann.

## Familie
Johann Gottlob Veiel war der Sohn des Bürgermeisters und Hofgerichtsassessors Georg Friedrich Veiel (1727–1800) in Blaubeuren und der Catharina Sibylla Waaser (1739–1794). 1799 heiratete er Caroline Lang (1780–1821). Sein Sohn Gottlob Adolf Veiel war von 1838 bis 1849 Abgeordneter im Landtag von Württemberg.

## Leben und Werk
Johann Gottlob Veiel besuchte die Klosterschule in Blaubeuren und von 1788 bis 1792 die Karlsschule in Stuttgart. Ab 1792 studierte er Jura an der Universität Tübingen. 1796 wurde er Kanzleiadvokat und von 1799 bis 1810 war er Hospitaloberpfleger in Blaubeuren. Von 1810 bis 1819 leitete er als Oberamtmann das Oberamt Reutlingen und von 1819 bis 1838 das Oberamt Marbach. 1838 trat er in den Ruhestand.